# (16856) Banach
(16856) Banach ist ein Asteroid des Hauptgürtels, der am 28. Dezember 1997 vom italo-amerikanischen Astronomen Paul G. Comba am Prescott-Observatorium entdeckt wurde.
Benannt wurde der Himmelskörper nach dem polnischen Mathematiker Stefan Banach (1892–1945), dem Begründer der modernen Funktionalanalysis und einem der Hauptvertreter der Lemberger Mathematikerschule.